# Богданович, Абрам Михайлович
Абрам Михайлович Богданович (1907—1975) — советский военно-морской деятель, контр-адмирал (27 января 1951).

## Биография
Абрам Богданович родился в еврейской семье рабочего-столяра. По окончании начальной школы трудился в столярной мастерской.
С 1925 на службе в ВМС РККА. Окончил Высшее военно-морское училище имени М. В. Фрунзе. Был помощником командира, затем командиром крейсера, командиром отряда, начальником штаба дивизиона крейсеров.
Во время Великой Отечественной войны командовал морскими районами Краснознамённого Балтийского флота (командир ОВР военно-морской базы КБФ, командир ОВР Лужской военно-морской базы КБФ, командир ОВР Таллинского морского оборонительного района КБФ).
Разгадал систему немецких минных раскладок, в результате чего на собственных морских минах подорвались три новейших на тот момент миноносца кригсмарине «Т-22», «Т-30» и «Т-32». Во время войны после получения соответствующего ордена получил прозвище «Абрам Невский».
С 1947 года — командир бригады кораблей Краснознамённого Балтийского флота. В 1954 году окончил Военно-морскую академию имени К. Е. Ворошилова. В 1956 году — начальник Высшего военно-морского инженерного радиотехнического училища. 28 апреля 1961 уволен в запас.
Скончался 18 августа 1975 года в Ленинграде.

### Звания
- капитан 2-го ранга;
- 1943 — капитан 1-го ранга;
- 1951 — контр-адмирал.

### Награды
Награждён орденами Ленина, 2-мя Красного Знамени, Ушакова 2-й степени, Нахимова 2-й степени, Александра Невского, Отечественной войны 1-й степени, 2-мя Красной звезды, медалями.